# Chaostheorie
Chaostheorie es el segundo álbum de la banda Revolverheld. Demostró su éxito inmediatamente, llegando hasta el número 3 de las listas de éxitos alemanas, permaneciendo en el top 10 durante varias semanas. El álbum tiene tres sencillos: Ich werd die Welt verändern, Du explodierst y Unzertrennlich.

## Lista de canciones

### Chaostheorie
1. Gegen die Zeit (Contra el Tiempo)
2. Ich werd' die Welt verändern (Voy a cambiar el Mundo)
3. Superstars (super estrellas)
4. Unzertrennlich (Inseparable)
5. Hologramm (Holograma)
6. Nichts bereuen (Sin remordimientos)
7. Längst verloren (Larga Perdida)
8. Du explodierst (Tu Explotas)
9. Unsterblich (Inmortal)
10. Wir könnten die Größten sein (Podemos Ser Los Mejores)
11. Patient in meiner Psychiatrie (Paciente en mi propia Institución Mental)
12. Hallo Welt (Hola Mundo)
13. Bis in die Ewigkeit (Hasta la Eternidad)

### Edición limitada
La edición limitada del disco incluye los dos temas inéditos:
1. Glücklich sterben (Muere Feliz)
2. Für uns (Para Nosotros)

Y un video exclusivo de la banda en el estudio.

## Sencillos
- Ich werd' die Welt verändern (11 de mayo de 2007)
- Du explodierst (27 de julio de 2007) (Limitado a 5.555 copias)
- Unzertrennlich (14 de septiembre de 2007)